# سیلیکیان
سیلیکیان  یک روستا در ارمنستان است که در ایروان واقع شده‌است.